# Estadio Pedro Bidegain
Estadio Pedro Bidegain eller El Nuevo Gasómetro är en fotbollsstadion och hemarena för CA San Lorenzo de Almagro, i Buenos Aires, Argentina, med plats för 47 964 åskådare. Anläggningen invigdes 1993. Stadion är efterföljare till San Lorenzos gamla arena, den historiska Viejo Gasómetro i närliggande Boedo, som hade invigts 1916 och sedan exproprierats av militärregeringen 1979.

## Historik
Efter att CA San Lorenzo hade spelat sina hemmamatcher på andra arenor invigdes Nuevo Gasómetro i en vänskapsmatch mot den chilenska klubben Universidad Católica. Den första officiella matchen som hölls på stadion var San Lorenzo mot CA Belgrano (C) som slutade 1 - 0.
Arenan fick sitt namn efter Pedro Bidegain, klubbens president mellan 1929 och 1930. Stadion har den största planen i Argentina och mäter 110 x 70 meter.
Sedan invigningen har arenan renoverats flera gånger, med början 1997 med byggandet av nya läktare på sidorna. År 2014 totalrenoverades belysningen. 

## Sportevenemang
Pedro Bidegain-stadion är inte längre plats för matcher med nationella fotbollslag och har endast varit värd för tre matcher värd. Nationslag som spelat på Pedro Bidegain var Bolivia, Colombia, Senegal, och Jordanien.

## Återgång till Boedo
San Lorenzo-fans vill återvända till sin ursprungliga hemarena (Viejo Gasómetro) och vann en rättegång som utföll med att stormarknadskedjan Carrefour skulle sälja tillbaka marken som deras snabbköp nu är byggt på. I juli 2019 övertog klubben ägandet av marken där Viejo Gasómetro var förlagd.

## Galleri

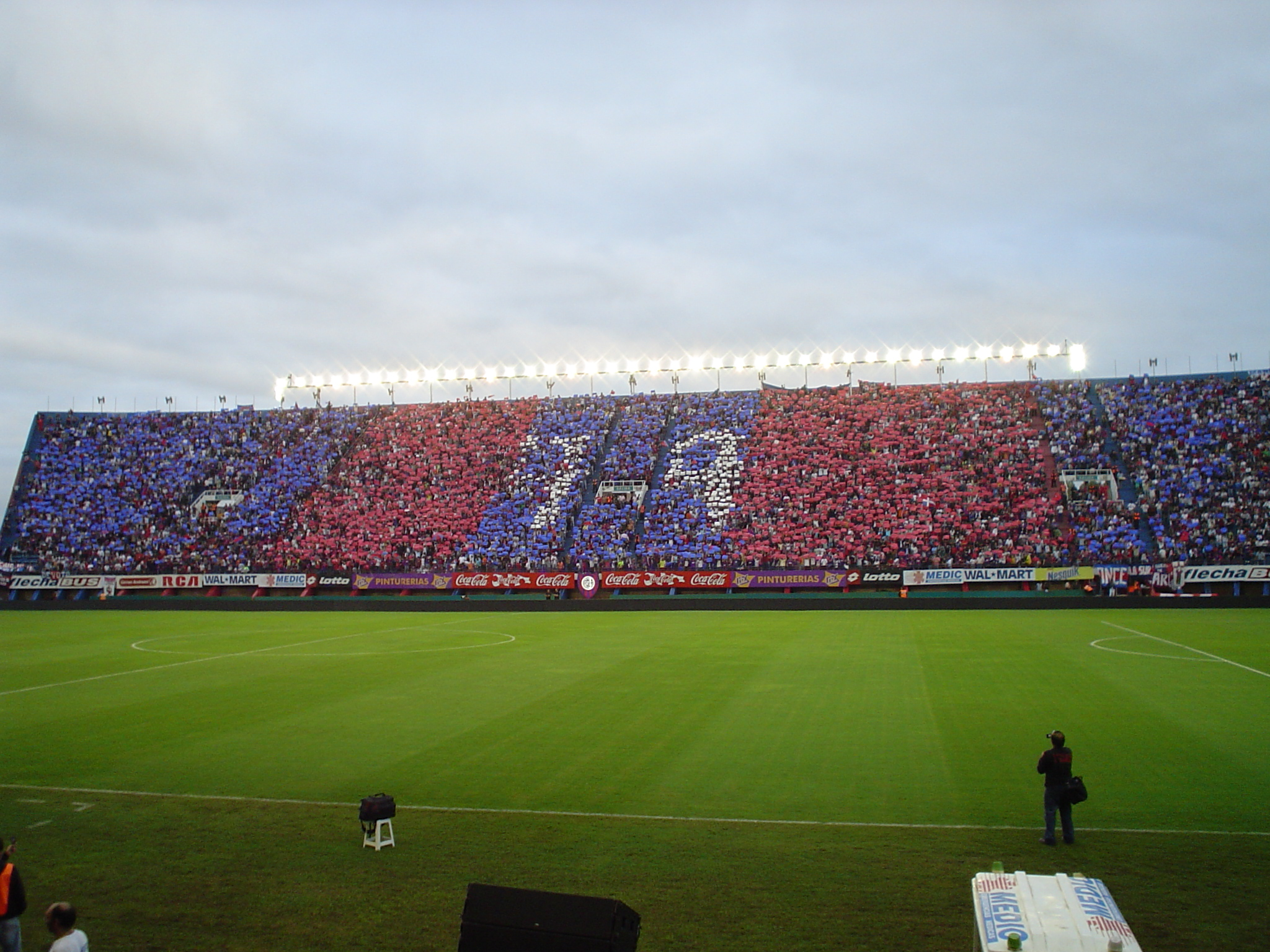
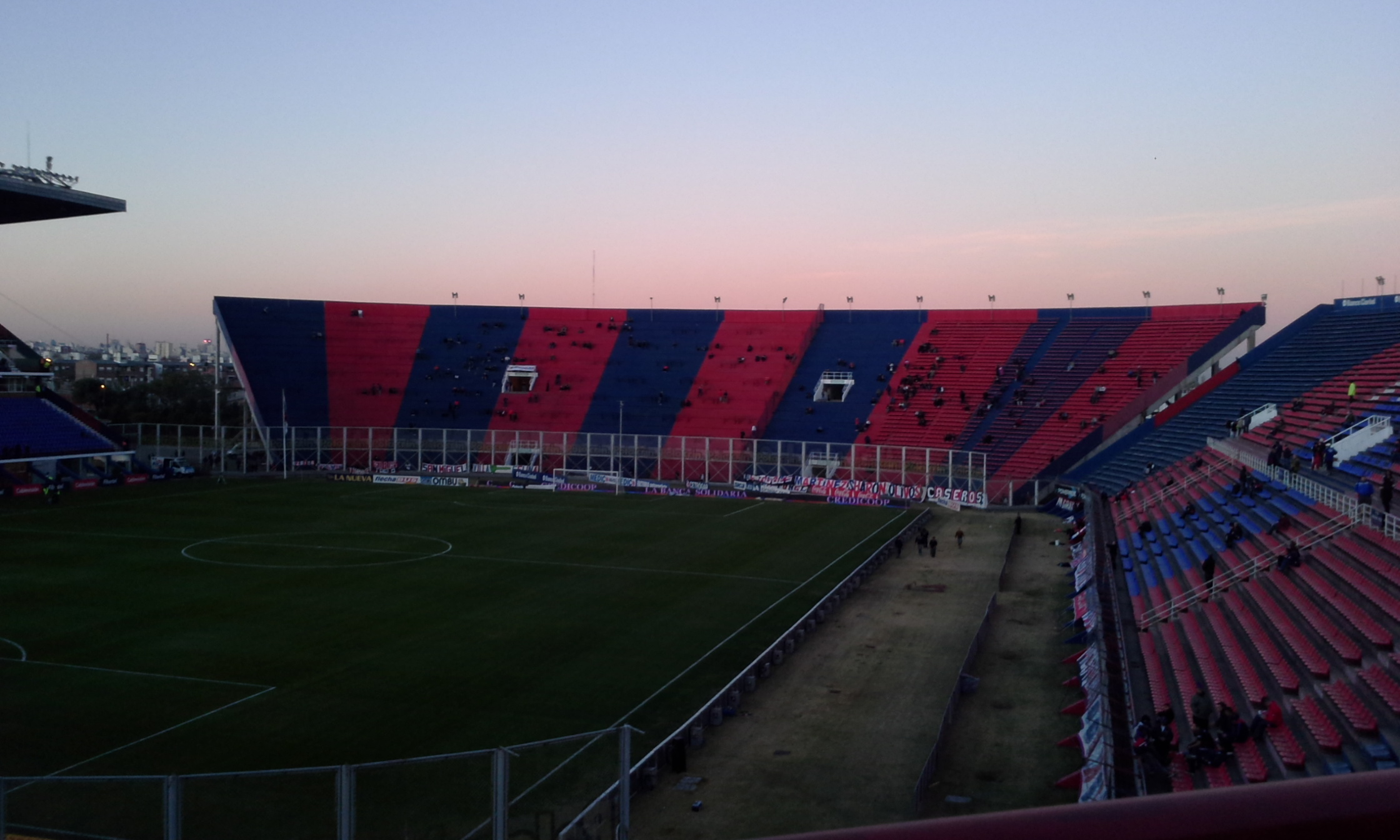
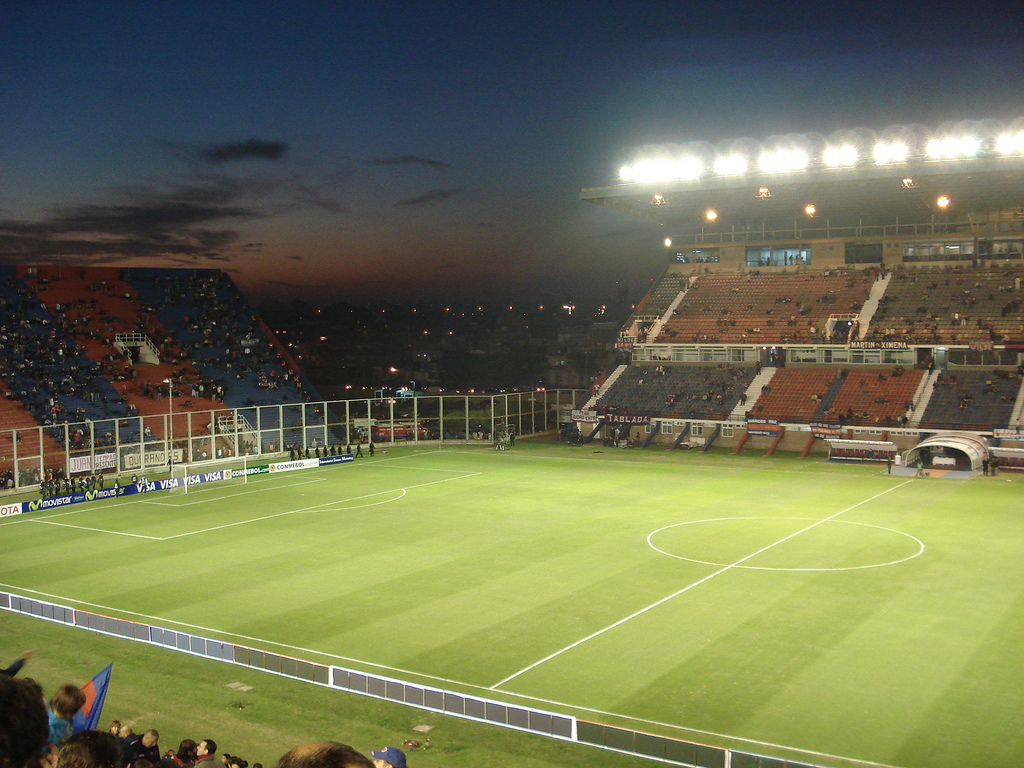
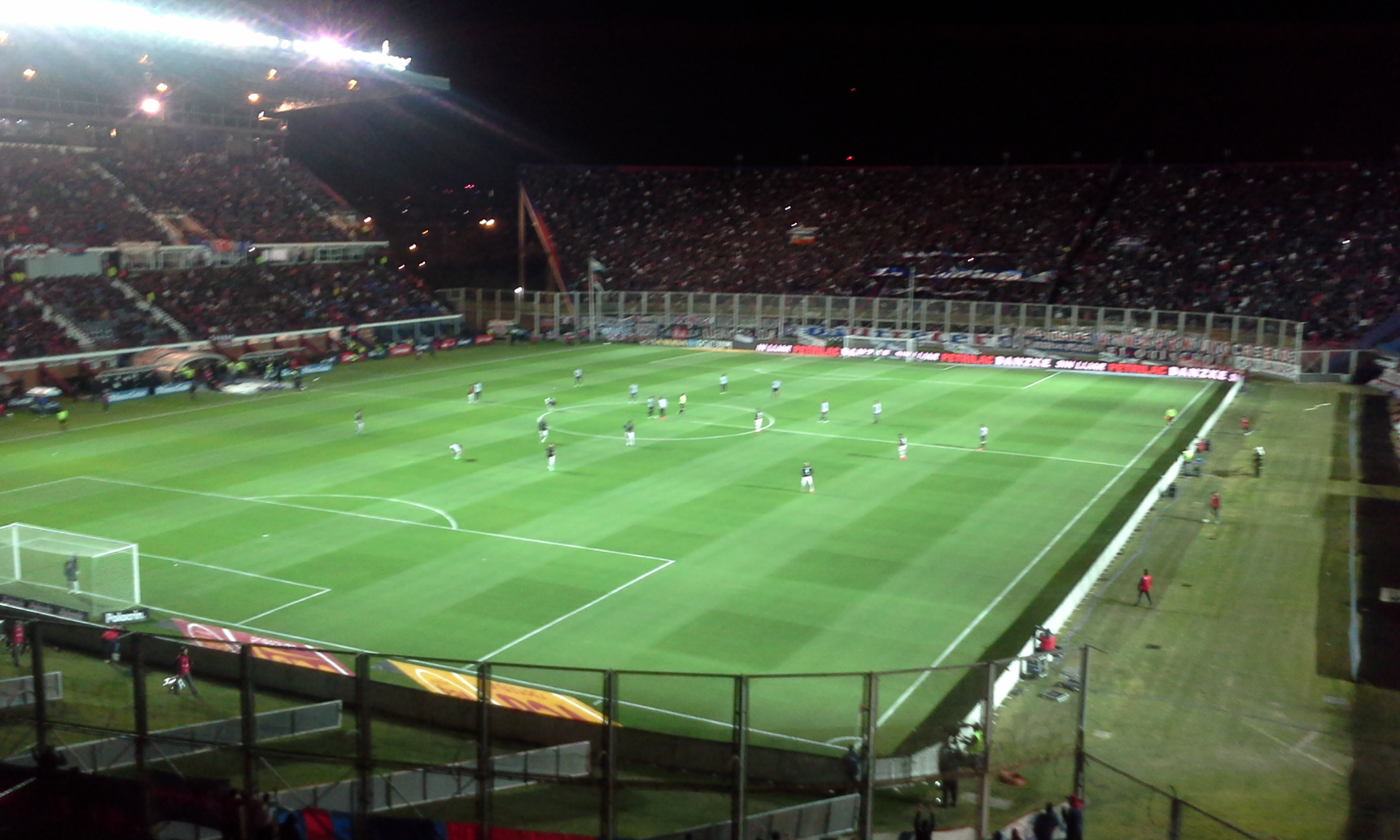